# Solarstromprognose
Solarstromprognosen sind Vorhersagen der elektrischen Leistung, welche eine oder mehrere Photovoltaikanlagen im Verlauf der nächsten Tage erzeugen.
Sie bezeichnen ein Verfahren, welches es ermöglicht den zeitlichen Verlauf der Einspeiseleistung einer oder mehrerer Photovoltaikanlagen für die Folgetage zu bestimmen. Dabei wird eine Kombination aus Wettervorhersage und Anlagensimulation genutzt. Die von Wettermodellen prognostizierte Sonnenstrahlung wird genutzt, um die Leistung einzelner Photovoltaikanlagen zu berechnen. Solche Vorhersagen werden im Bereich der Windenergie schon lange genutzt. Sie ermöglichen eine bessere Einbindung der wetterabhängigen Energieträger in den Strommarkt.

## Nutzen

### Relevanz für Netzsicherheit
Solarstromprognosen sind notwendig, um die Netzintegration der Photovoltaik (PV) in die bestehende Energieversorgungsstruktur zu verbessern. Die Energieversorgungsunternehmen (EVU) versuchen immer exakt soviel Strom bereitzustellen, wie gerade von den Verbrauchern nachgefragt wird. Dazu werden Verbrauch und Bereitstellung von Elektrizität im Voraus geplant. In Gebieten mit hohem PV-Anteil wird die Verfügbarkeit des Stromes an sonnigen Tagen unterschätzt, während sie an bewölkten Tagen überschätzt wird. Dadurch kann es zu Spannungsschwankungen im Stromnetz kommen. Diese Schwankungen müssen durch teure Regelenergie ausgeglichen werden. In Extremfällen könnte dadurch sogar die Netzsicherheit in Gefahr geraten. Die Bundesnetzagentur hat daher auch alle Verteilnetzbetreiber in einem Positionspapier vom 7. Januar 2011 aufgefordert, die Prognosemethoden ihrer Solarstromeinspeisung zu verbessern.

### Gesetzliche Relevanz
Das Erneuerbare-Energien-Gesetz (EEG) legt fest, dass der Solarstrom über die europäische Strombörse (European Energy Exchange – EEX) vermarktet werden soll. Da an der Börse nur zukünftiger Strom gehandelt wird, ist eine Prognose dessen unerlässlich. Daher veröffentlicht die EEX gemeinsam mit den vier deutschen Übertragungsnetzbetreibern (ÜNB) täglich deutschlandweite Solarstromprognosen. Damit soll die Transparenz bei der Abrechnung des EEG's gewährleistet werden.

## Verfahren
Zunächst muss ermittelt werden, wie viel Strahlung auf die Solaranlage fällt. Dazu wird die von der Wettervorhersage ermittelte Globalstrahlung gegebenenfalls auf die geneigte Fläche aller Module umgerechnet. Mit Hilfe des Wirkungsgrades und der sogenannten „performance rate“ (Leistungsgrad) wird die momentane Leistung errechnet.